# Robert Jacobson
Joseph Robert Jacobson (nascido em 1940), conhecido como Robert Jacobson, é um ex-bispo luterano que se tornou padre católico romano após sua conversão do luteranismo. Ele era anteriormente o bispo do Sínodo de Alberta da Igreja Evangélica Luterana no Canadá.

## Início da vida e ministério luterano
Jacobson nasceu em Milwaukee, Wisconsin, em 1940, filho de um ministro luterano. Ele obteve seu diploma de bacharel em artes pelo Saint Olaf College e seu diploma de divindade pela Universidade de Strasbourg, na França, antes de se formar no Northwestern Lutheran Theological Seminary em Minneapolis, Minnesota, em 1965.
Ele foi ordenado pastor luterano em 1965 e se casou no mesmo ano com Carolyn Marie Jacobson (1945-2018). Eles tiveram dois filhos.
Após servir quatro paróquias luteranas em Alberta, Canadá, e educar seus filhos em casa no início dos anos 1980, em 1985 foi eleito o primeiro bispo do Sínodo de Alberta da Igreja Evangélica Luterana no Canadá.
Durante seu mandato como bispo luterano, Jacobson ordenou muitas mulheres como ministras, mas disse que isso não significa que ele endossa isso para a Igreja Católica Romana.[carece de fontes?]

## Conversão ao catolicismo romano e ordenação ao sacerdócio
Em 1998, quase cinco anos após sua "aposentadoria antecipada" como bispo luterano, o arcebispo Joseph MacNeil convidou Jacobson a considerar se tornar padre. Jacobson e sua esposa Carolyne, que viviam em uma fazenda perto de Bashaw, Alberta, iniciaram o Rito de Iniciação Cristã de Adultos na Paróquia do Imaculado Coração de Maria em Bashaw em 1999 e se tornaram católicos romanos na Vigília Pascal de 2000.
Jacobson apontou o afastamento do luteranismo e o reconhecimento da tradição no catolicismo como caminhos para sua conversão.
A conversão de Jacobson também se deve a ele ter servido como co-presidente do diálogo teológico luterano-católico para o Canadá por quase oito anos, juntamente com Adam Exner, arcebispo católico romano de Vancouver.[carece de fontes?]
Quarenta anos depois de ter sido ordenado ministro luterano, Jacobson se converteu ao catolicismo romano e, após a aprovação do Papa Bento XVI, foi ordenado ao sacerdócio em 2 de fevereiro de 2007, na arquidiocese de Grouard-McLennan, no Canadá. Serviu como chanceler da Arquidiocese e vigário paroquial da paróquia catedral. Nesse tempo, Carolyn serviu como organista na Catedral de São João Batista. Eles aposentaram-se e voltaram a fazenda perto de Bashaw em 2014.

## Vida pessoal
Jacobson também tem interesses em botânica e vida animal, bem como em música e poesia. Escritor prolífico, ele escreveu vários livros, o último sendo All Nature Sings, um livro de poemas que fala sobre criação e nova criação através dos olhos das Escrituras.[carece de fontes?]

Além do inglês, Jacobson é fluente em alemão, francês e espanhol.[carece de fontes?]